# Гюнтер Грас
Гюнтер Грас (на немски: Günter Grass) е германски писател, поет, драматург и публицист. Още с първия си роман „Тенекиеният барабан“ (Die Blechtrommel, 1959) той се превръща в своеобразен говорител на поколението немци, израснали по времето на нацизма. В същото време заради някои свои произведения той е обвиняван от международните интелектуалци и общественост в антисемитизъм.

## Биография и творчество
Гюнтер Грас е роден на 16 октомври 1927 г. в Данциг, (дн. Гданск, Полша) в немско-полско семейство на търговец на колониални стоки.
След края на Втората световна война Грас става селскостопански работник и миньор. Изучава каменоделство и скулптура, а през 1949 – 1953 г. следва в художествените академии в Дюселдорф и Западен Берлин. Предприема пътувания из Италия, Франция и Испания, а през 1956 г. се установява в Париж.
Гюнтер Грас пътува и в страни на Източна Европа – Полша, Чехословакия и Унгария, а също в САЩ и Израел. Поетът развива активна политическа дейност, като ревностно подкрепя Германската социалистическа партия и Източната политика на Вили Бранд, а през 1968 г. се обявява в защита на смазаната от войските на Варшавския договор Пражка пролет. Към обединяването на Германия Гюнтер Грас се отнася критично, считайки, че осъществяването му е било прибързано.
През 2006 Гюнтер Грас оповестява, че взел участие в бойни действия през последните дни от Втората световна война. В същата 2006 година става известно, че Гюнтер Грас е бил член на престъпната организация Вафен-СС. През април 2012 той е обявен за персона нон-грата в Израел.

## Творческо дело
Гюнтер Грас издава илюстрираната със собствени графики стихосбирка „Предимствата на ветропоказателите“  (1956) и става член на литературното сдружение „Група 47“, което в 1958 г. му присъжда своята годишна награда.

### Проза
В 1959 г. Грас публикува големия си роман „Тенекиеният барабан“, който му донася световна слава, последван от повестта „Котка и мишка“ (1961) и романа „Кучешки години“ (1963) – трите произведения образуват т.нар. „Данцигска трилогия“. Допълнителна известност донасят на писателя романите „Местна упойка“ (1969), „Из дневника на един охлюв“ (1972), „Калканът“ (1977), „Плъхката“ (1986), „Моето столетие“ (1999) и новелата „Рачешката“ (2002), както и автобиографичната книга „Да люспиш лука“ (2006).

### Поезия
И следващите стихосбирки на Гюнтер Грас „Обръщателен триъгълник“ (1960) и „Разпитан“ (1967) го представят като поет с мощен езиков инстинкт за ритмично-чувствени внушения, издаващ сродство с експресионистичната лирика на Готфрид Бен и сюрреалистичните творби на Ханс Арп.
През новото столетие излизат книгите му „Стихотворения и кратка проза“ (2002), „Думи до поискване. 7 стихотворения“ (2002), „Последни танци“ (2003), „Лирическа плячка“ (2004), „Глупакът Август“ (2007), „Какво трябва да се каже“ (2012), „Позорът на Европа“ (2012) и „Еднодневки“ (2012).

## Политическа и социална активност
В голяма част от живота си подкрепя Социалдемократическата партия и нейната политика. На няколко пъти влиза в дебат по отношение на германската и международната политика.
В годините, когато Вили Бранд служи като канцлер, Грас е негов поддръжник. Той критикува левите радикали и подкрепя „темпото на охлюва“ за демократична реформа. Издадени са книги, съдържащи негови речи и есета, по време на дългогодишната му литературна дейност.

## Признание
Творчеството на Гюнтер Грас е отличено с множество литературни награди, между които „Наградата на Група 47“ (1958), „Наградата на немската критика“ (1960), френската награда „Le meilleur livre étranger“ (1962), престижната немска награда „Георг Бюхнер“ (1965), наградите „Теодор Фонтане“ (1968) и „Теодор Хойс“ (1968), „Голямата литературна награда на Баварската академия за изящни изкуства“ (1994), чешката награда „Карел Чапек“ (1994), наградите „Херман Кестен“ (1995), „Томас Ман“ на град Любек (1996), „Ханс Фалада“ на град Ноймюнстер (1996) и „Самуел Богумил Линде“ (1996), както и испанската „Принца на Астурия“ (1999). През 2001 г. получава немско-полската награда „Виадрина“, а през 2007 г. – наградата „Ернст Толер“.
Грас е почетен доктор на Кениън колидж (1965), на Харвардския университет (1976), на Университета „Адам Мицкевич“ в Познан (1990), на Гданския университет (1993), на Любекския университет (2003) и на Свободния университет в Берлин (2005).
Германският астроном Фраймут Борнген наименува открития от него през 1989 г. астероид (11496) Grass.
През 1993 г. е избран за Почетен гражданин на родния си град Гданск.
През 1999 г. Гюнтер Грас е удостоен с Нобеловата награда за литература.
През 2009 г. в родния му град Гданск е открит негов музей.

### Проза
- Danziger Trilogie
- Die Blechtrommel, Roman (1959)
  - Тенекиеният барабан. Превод от немски Надя Фурнаджиева. Пловдив: Христо Г. Данов, 1990, 545 с. ISBN 954-516-246-5
- Katz und Maus, Novelle (1961)
  - Котка и мишка. Местна упойка. Срещата в Телгте (три романа). Превод от немски Александър Андреев. София: Народна култура, 1986, 550 с.
- Hundejahre, Roman (1963)
  - Кучешки години. Превод от немски Любомир Илиев. София: Колибри, 2022, 832 с.
- Örtlich betäubt, Roman (1969)
- Aus dem Tagebuch einer Schnecke, Roman (1972)
- Der Butt, Roman (1977)
- Das Treffen in Telgte, Erzählung (1979)
- Kopfgeburten oder Die Deutschen sterben aus, Erzählung (1980)
- Die Rättin, Roman (1986)
- Zunge zeigen. Ein Tagebuch in Zeichnungen (1988)
- Unkenrufe, Erzählung (1992)
  - Вещателят (роман). Превод от немски Александър Андреев. София: Атлантис КЛ, 1994, 284 с.
- Ein weites Feld, Roman (1995)
- Mein Jahrhundert, Roman (1999)
  - Моето столетие (разкази). Превод от немски Александър Андреев. София: Атлантис КЛ, 2000, 280 с.[8]
- Im Krebsgang, Novelle (2002)
  - Рачешката (роман). Превод от немски Александър Андреев. София: Атлантис КЛ, 2002, 208 с. ISBN 954-9621-20-0 [9][10]
- Beim Häuten der Zwiebel, Erinnerungen (2006)
  - Да люспиш лука. Превод от немски Любомир Илиев. София: Атлантис КЛ, 2007, 450 с. ISBN 978-954-9621-38-9
- Die Box, Roman (2008)
  - Старата камера. Превод от немски Любомир Илиев. София: Атлантис КЛ, 2097, 183 с.
- Unterwegs von Deutschland nach Deutschland. Tagebuch 1990, (2009)
- Grimms Wörter. Eine Liebeserklärung, (2010)

### Поезия
- Die Vorzüge der Windhühner (1956)
- Gleisdreieck (1960)

- Ausgefragt (1967)
- Gesammelte Gedichte (1971)
- Letzte Tänze (2003)
- Lyrische Beute (2004)
- Dummer August (2007)
- Was gesagt werden muss (2012)
- Europas Schande (2012)
- Eintagsfliegen (2012)
- Poesiealbum 302 (2012)

На български
- Ноемврийска земя (стихосбирка). Превод от немски Александър Андреев. София: Обсидиан, 1995, 88 с.

### Драма
- Die bösen Köche. Ein Drama (1956)
- Hochwasser. Ein Stück in zwei Akten (1957)
- Onkel, Onkel. Ein Spiel in vier Akten (1958)
- Die Plebejer proben den Aufstand (1966)